# Józef Dubiel
Józef Dubiel (ur. 23 września 1914 w Zabrzu, zm. 1994) – polski działacz partyjny i państwowy, prawnik i publicysta, prezydent Chorzowa (1945), poseł do Krajowej Rady Narodowej i na Sejm Ustawodawczy (1945–1949), podsekretarz stanu w Ministerstwie Ziem Odzyskanych (1947–1949).

## Życiorys
Syn Pawła, działacza politycznego i wiceprezydenta Chorzowa, oraz Marii z domu Broszkiewicz. Brat polityka Pawła juniora. Absolwent Wydziału Prawa i Administracji Uniwersytetu Jagiellońskiego (1938), w 1939 odbywał aplikację sądową w Sądzie Okręgowym w Katowicach. Podczas nauki należał do Związku Młodzieży Pracującej „Jedność” (1935–1936) i kierował uczelnianym Związkiem Niezależnej Młodzieży Socjalistycznej (1937/1938), w 1937 wstąpił do Polskiej Partii Socjalistycznej. Działał w Towarzystwie Uniwersytetu Robotniczego, publikował także w prasie lewicowej pod pseudonimem „Józef Lubojański”.
Od 1940 do 1941 więziony w obozach koncentracyjnych KL Dachau i Mathausen-Gusen wraz z ojcem i bratem. Na skutek zabiegów synowej Pawła seniora uwolniono Józefa i jego brata Pawła juniora, jednak ich ojciec został zamordowany w 1941BŁĄD. Od 1941 do 1942 był buchalterem w Warsztatach Samochodowych „Fumak”. Na początku 1942 wstąpił do Polskiej Partii Robotniczej, od października 1942 do sierpnia 1943 przetrzymywany więzieniu Gestapo na Montelupich w Krakowie. Po ucieczce z więzienia ukrywał się na terenie Warszawy pod nazwiskiem Czesław Broszkiewicz.
Od listopada 1944 do stycznia 1945 pełnił funkcję dyrektora Biura Personalnego Resortu Sprawiedliwości w ramach Polskiego Komitetu Wyzwolenia Narodowego w Lublinie. Po wyparciu Niemców ze Śląska przybył tam z grupą Aleksandra Zawadzkiego i od stycznia do sierpnia 1945 pełnił funkcję prezydenta Chorzowa, po czym został sekretarzem generalnym Polskiego Związku Zachodniego. 29 grudnia 1945 zgłoszony do Krajowej Rady Narodowej przez PZZ, znalazł się następnie w składzie Sejmu Ustawodawczego. W 1946 został radcą w Ministerstwie Ziem Odzyskanych, następnie od marca 1947 do lutego 1949 pozostawał podsekretarzem stanu w tym resorcie. Stanowisko utracił w związku z likwidacją resortu, osobiście oskarżony przez Bolesława Bieruta o działalność kontrrewolucyjną i zdradę w okresie okupacji. 14 października 1949 zrzekł się mandatu poselskiego. W latach 50. należał do grona założycieli Towarzystwa Rozwoju Ziem Zachodnich. Opublikował kilka książek o tematyce politycznej i związanej z Niemcami.
Odznaczony Złotym Krzyżem Zasługi.